# Adam Gottlob Severin Kraft
Adam Gottlob Severin Kraft (døbt 24. juli 1752 i Sorø, død 15. april 1828 i København) var en dansk godsejer og landsdommer.
Han var søn af landsdommer, justitsråd Peder Kraft og Birgitte Borthuus. Han blev student (ses ikke immatrikuleret) og blev 1775 cand. jur., 1776 auskultant i Generaltoldkammeret, 4. juli 1781 vicelandsdommer i Sjælland og Møn, 1783 virkelig justitsråd, 9. september 1789 tillige landstingshører og skriver, 15. juli 1791 suspenderet og 24. marts 1795 ved en højesteretsdom fradømt embederne. 1783-91 var han ejer af Ødemark og Skaftelevgård.
Første ægteskab indgik han 17. juni 1781 i Bromme med fhv. hofdame hos dronning Caroline Mathilde Charlotte Amalie Trolle (10. juli 1750 i København – 24. juli 1814 i Stenløse), datter af oberst, kammerherre Herluf Trolle og Anna Trolle Gersdorff. Ægteskabet blev opløst 4. januar 1799. Anden gang ægtede han 29. juli 1812 i Frederiks tyske Kirke Sophie Frederikke Tronier (12. august 1785 i København – 5. oktober 1845 i Kongens Lyngby), datter af regimentskvartermester Joachim Christopher Tronier og Anna Rosine Køppen. Dette ægteskab blev opløst 3. august 1814. Måske var Sophie Frederikke Kraft allerede før skilsmissen kong Christian VIII's elskerinde; i hvert fald fødte hun det første af tre børn med kongen i januar 1816. For alle tre børns vedkommende blev Adam Gottlob Severin Kraft opgivet som faderen.